# Mogi das Cruzes
Mogi das Cruzes, amtlich portugiesisch Município de Mogi das Cruzes, ist eine Großstadt im Osten der brasilianischen Metropolregion São Paulo. Die im Jahr 1560 gegründete Stadt liegt ca. 63 km östlich der Stadt São Paulo. Im Jahr 2020 lebten in der Stadt 450.785 Einwohner (Schätzung 1. Juli 2020), die Mogianoer (mogianos) genannt werden und eine Gemeindefläche von rund 712,5 km² bewohnen. Mogi das Cruzes ist Sitz des römisch-katholischen Bistums Mogi das Cruzes.

## Geographie

### Distrikte
Die Gemeinde ist in Distrikte unterteilt:
- Mogi das Cruzes – Hauptdistrikt
- Biritiba Ussu
- Brás Cubas
- César de Sousa
- Jundiapeba
- Quatinga
- Sabaúna
- Taiaçupeba

## Bildung
Mogi das Cruzes ist Sitz zweier Universitäten: Universidade de Mogi das Cruzes und Universidade Braz Cubas.

## Söhne und Töchter der Stadt
- Bruno Cazarine (* 1983), Fußballspieler
- Júlio César (* 1996), Fußballspieler
- Matheus Favali (* 1996), brasilianisch-italienischer Fußballspieler
- Felipe (* 1989), Fußballspieler
- Maikon Leite (* 1988), Fußballspieler
- Willian Lima (* 2000), Judoka
- Márcio Mixirica (* 1975), Fußballspieler
- Neymar (* 1992), Fußballspieler